# 云南亚菊
云南亚菊（学名：Ajania elegantula）为菊科亚菊属的植物，为中国的特有植物。分布在中国大陆的云南等地，目前尚未由人工引种栽培。